# 可成科技

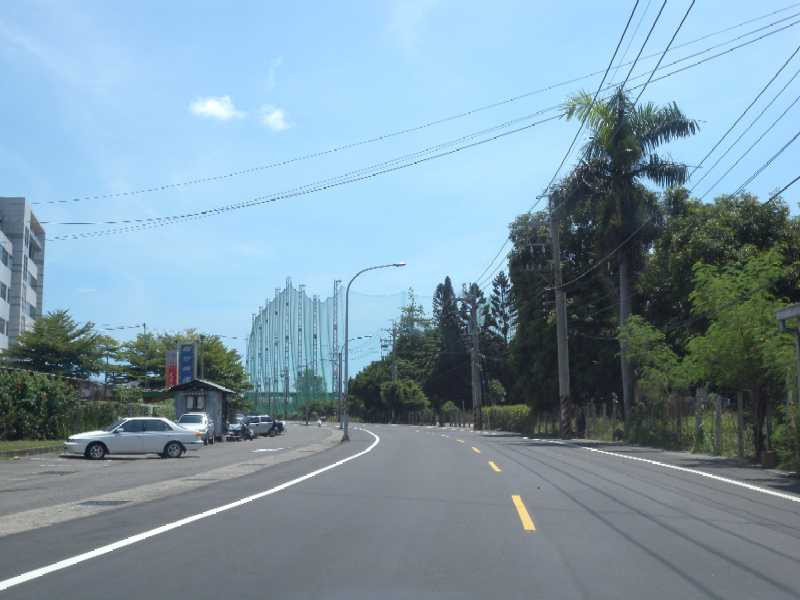
永康糖廠道路，左側建物為局部的可成總部

可成科技股份有限公司，簡稱可成科技或可成；創立於1984年11月23日，為電腦、通訊電子產品外殼代工的生產廠商；供應全球3C產品鎂合金壓鑄件、鋁合金、鋅合金、不鏽鋼或塑膠件。2004年可成科技遷入位於台南永康──過去是台糖永康糖廠用地的總部現址。